# Estación de Zaragoza-Delicias
La estación de Zaragoza-Delicias, también conocida simplemente como Delicias, es una estación de ferrocarril situada en la ciudad española de Zaragoza, construida para el Gestor de Infraestructuras Ferroviarias (GIF) y perteneciente en la actualidad al Adif. 
Se trata de un edificio de gran envergadura inaugurado el 7 de mayo de 2003, que alberga también, desde el 5 de mayo de 2007, la estación central de autobuses de Zaragoza dotando de una amplia intermodalidad al recinto. Por ello, es conocida también como Estación Intermodal Zaragoza-Delicias.
En 2011 tuvo más de tres millones de viajeros sumando sus servicios de larga y media distancia, siendo la quinta estación del país por número de viajeros en recorridos de larga distancia.

## Situación ferroviaria
La estación forma parte de los trazados de las siguientes líneas férreas.
- Línea férrea de ancho ibérico que une Madrid con Barcelona vía Zaragoza, punto kilométrico 339,4.[4]
- Línea férrea de alta velocidad y ancho internacional Línea 054 de la L.A.V. Madrid-Zaragoza-Barcelona-Frontera Francesa, punto kilométrico 306,700.[5]

Además, formaba parte también de un pequeño ramal de vía estrecha que unía Zaragoza-Delicias con Zaragoza-Cariñena hoy desmantelado.

## Historia

### La antigua estación
Alrededor de 1930 se procedió a la construcción de las diversas estaciones de la sección Zaragoza-Caminreal, perteneciente a la línea ferroviaria Zaragoza-Caminreal-Teruel-Valencia, del Ferrocarril Central de Aragón, y de las que la construida en Zaragoza fue la más importante. El diseño y la ejecución de la estación de Ferrocarril Zaragoza-Delicias fue llevada a cabo por el arquitecto Luis Gutiérrez Soto, siendo construida en los años 30 del siglo XX e inaugurada en 1932. El edificio se inserta completamente en la corriente racionalista, que se desarrolla plenamente en ese momento. En 2002, se declaró Bien Catalogado del Patrimonio Cultural Aragonés la Antigua Estación de Ferrocarril Zaragoza-Delicias o de Caminreal.
La estación estuvo activa como terminal de pasajeros hasta 1972, cuando se inauguró la estación de El Portillo, la cual centralizó el tráfico de viajeros. Entonces, quedó como control de mercancías. Finalmente, fue abandonada, hasta que con la inauguración de la nueva estación de Delicias, el edificio se recuperó (se restauró en el año 2000) y se reconvirtió para acoger el control del tráfico de las líneas de alta velocidad.

### La nueva estación
La estación fue inaugurada el día 7 de mayo de 2003, fecha en la cual empezaron a operar en la estación los primeros trenes de alta velocidad. El 11 de junio de 2008, tres días antes del inicio de la Exposición Internacional de Zaragoza, las vías 7 y 8 empezaron a recibir los primeros trenes de Cercanías de la recién creada línea C-1 de Cercanías Zaragoza. Tras cumplirse diez años desde su inauguración se hizo público que cerca de 19 millones de pasajeros habían utilizado sus servicios.

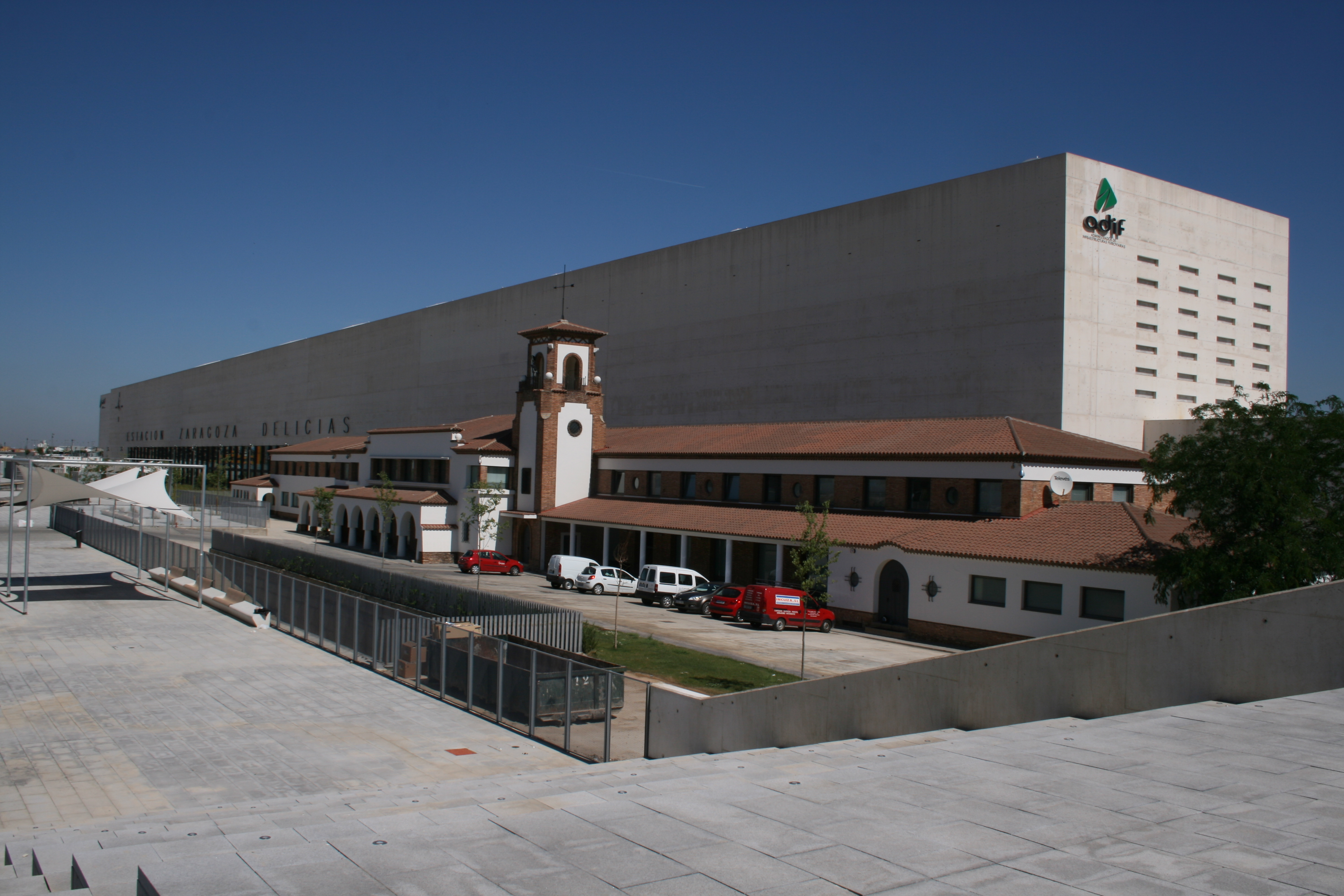
La nueva construcción, al lado de la antigua estación.

Fue proyectada tras resultar elegida la propuesta de anteproyecto presentada al concurso internacional en el que participaron firmas de arquitectura como Norman Foster, Ricardo Bofill, Francisco Mangado, Abalos y Herreros, entre otros- por Carlos Ferrater y José María Valero, con Félix Arranz y Elena Mateu –ver vídeo original de la propuesta en esta misma página–, arquitectos que contaron con la colaboración del ingeniero de caminos Juan Calvo y del ingeniero de instalaciones Juan Broseta, de Ingeniería Proyectos Civiles y Tecnológicos SA, de Valencia. Durante la fase de anteproyecto y redacción de proyecto colaboraron entre otros los arquitectos Manuel Bermudo, Gonzalo Urbizu, Jesús Marcuello y Montse Abad. Es una estación con un gran espacio interior de más de seiscientos metros de largo por ciento ochenta de ancho, configurado por tres vestíbulos que organizan las circulaciones de los viajeros a través de una zona de salidas y otra de llegadas y el "tránsfer", a través de un acceso central subterráneo.
Dispone de 18,8 ha repartidas entre los servicios destinados a visitantes en general y los espacios ocupados directamente para funciones de transporte. Solo para el transporte ferroviario cuenta con diez vías (cinco de ancho internacional y cinco de ancho ibérico), con una longitud para cada andén de 400 m. En la fachada sur de la estación estaba proyectada la construcción del Museo del Ferrocarril de Aragón, bajo una imponente marquesina en voladizo, pero nunca llegó a construirse y quedó inconclusa. La fachada principal, norte, mira al meandro del río Ebro y al territorio Expo 2008 ofreciendo como presencia un enorme arabesco geométrico de trazas rectas.
Uno de los elementos más novedosos de este proyecto es su cubierta, que desde la lejanía ofrece un perfil insólito con sus grandes arcos en diagonal sobre el cuerpo del edificio, una cubierta de tetraedros que captan la luz y su gran dimensión, rememorando una catenaria invertida.
La cubierta principal tiene una superficie de 44 000 m² y está compuesta por una malla triangular a modo de tablero de ajedrez, de triángulos alternos de luz y de sombra, que dotan a la estación de luz natural. En la zona central de andenes la altura del techo llega a ser de 30 metros, en un espacio donde no existe ni un solo pilar que sustente las 4,4 ha de techo plagado de lucernarios dispuestos en forma de malla triangular. Su forma en planta es la de un "romboide escalonado", compuesto por la unión de las siluetas de cinco módulos rectangulares paralelos (de 22 m × 395 m cada uno, desplazados 22 m según su lado mayor respecto al siguiente). La luz libre de la cubierta es de 110 m. La inusual disposición de los arcos que la sujetan (desviados 45° respecto a los laterales de la nave), hace que se superen los 150 m entre apoyos.

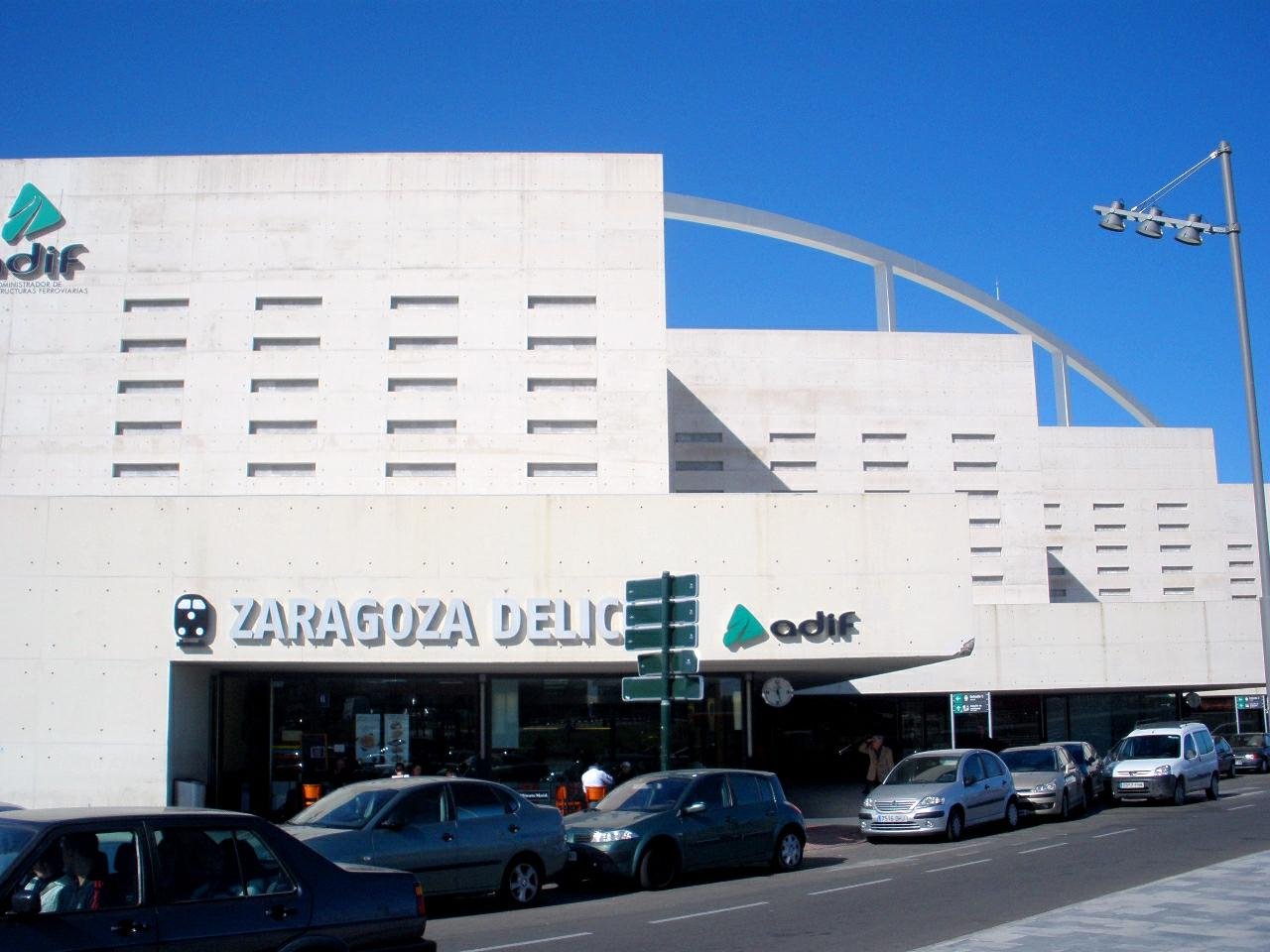
Fachada y acceso.

Obtuvo el Premio FAD de Arquitectura en 2004 y el Premio Brunel en el año 2005 en su 22.ª edición.
Las principales críticas que recibe la estación son provocadas por los problemas de calefacción que sufre en invierno, al no haberse activado el sistema de climatización por cogeneración instalado originalmente, y debido también a la ausencia de otros elementos complementarios proyectados en su diseño. Estos problemas han intentado ser paliados por Adif mediante la instalación de lámparas de calor y espacios acristalados, aunque sin mucho éxito.
A pesar de que en su día llegaron a ser equipadas, las taquillas de venta de billetes construidas en el vestíbulo subterráneo transversal “tránsfer” todavía no han sido abiertas. Ello no impide un uso efectivo intermodal a los viajeros provenientes del aparcamiento o de la estación de autobuses, al haber accesos habilitados y control de equipajes.

## Servicios ferroviarios
El horario de la estación es de 5:30h a 24:00h.

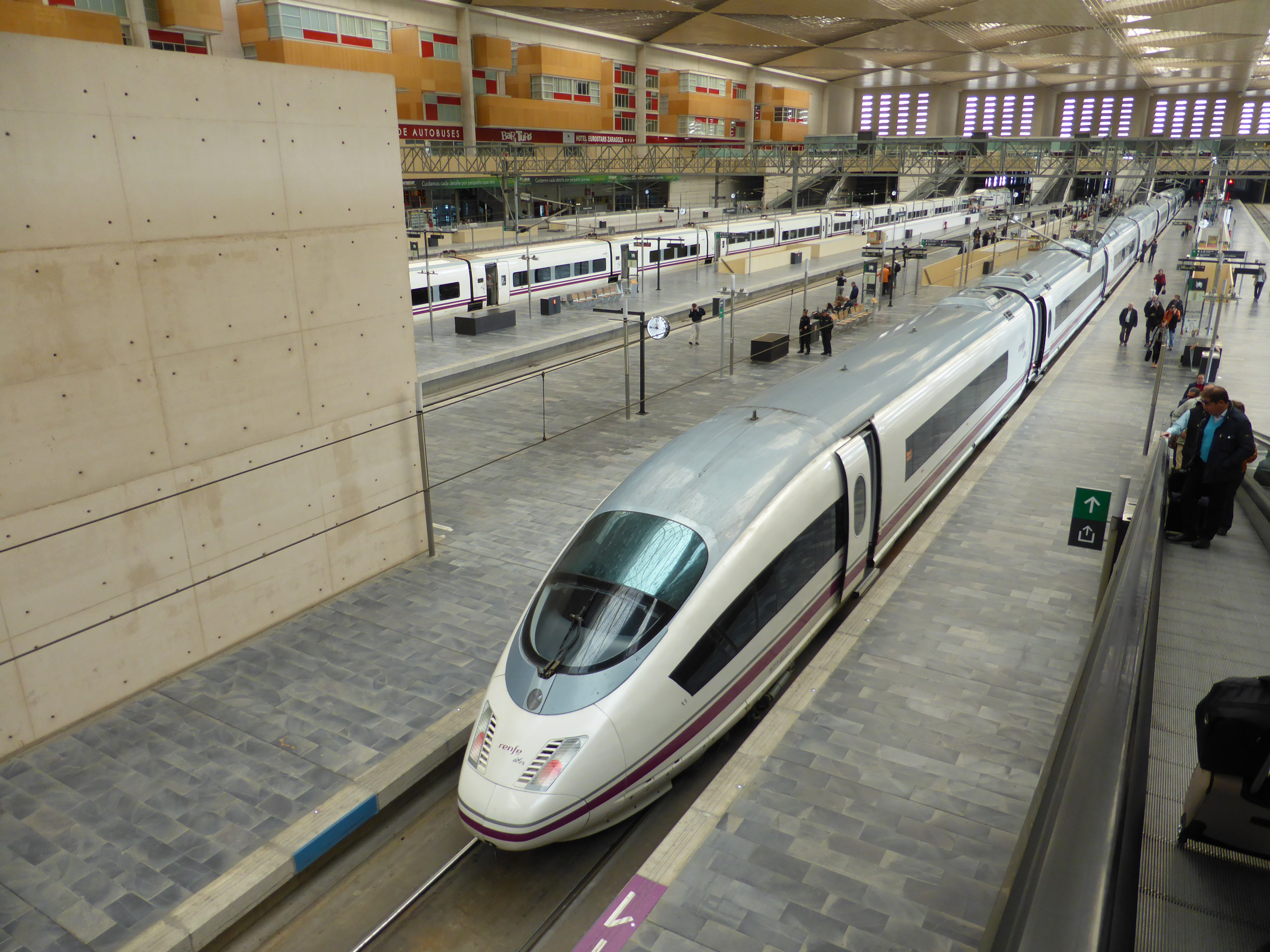
En la estación de Zaragoza-Delicias, acaba de llegar un AVE procedente de Madrid y con destino Barcelona. El tren es de la Serie 103 de Renfe.

### Larga Distancia
Zaragoza dispone de importante tráfico de Grandes Líneas gracias a principalmente los trenes AVE, pero también los servicios Alvia y Talgo operados por Renfe en los trayectos que la unen principalmente con Madrid y Barcelona. Andalucía, el País Vasco, Galicia y Castilla y León son otras de las zonas bien conectadas.
Desde 2014, la estación es conectada con servicios internacionales para Marsella.
Desde 2021 cuenta con servicios Madrid-Barcelona operados por Ouigo.

### Media Distancia
Renfe presta servicios de Media Distancia gracias a sus trenes MD, Regionales y Regionales Exprés ofreciendo trayectos cuyos destinos principales son Madrid, Guadalajara, Teruel, Valencia, Barcelona, Lérida, Canfranc, Huesca, Logroño, Pamplona y Murcia. Además, trenes Avant ofrecen conexiones de alta velocidad entre Zaragoza y Calatayud uniendo ambas ciudades en apenas 30 minutos.

### Cercanías
La estación de Delicias forma parte de la línea C−1 de la red de Cercanías Zaragoza operada por Renfe.

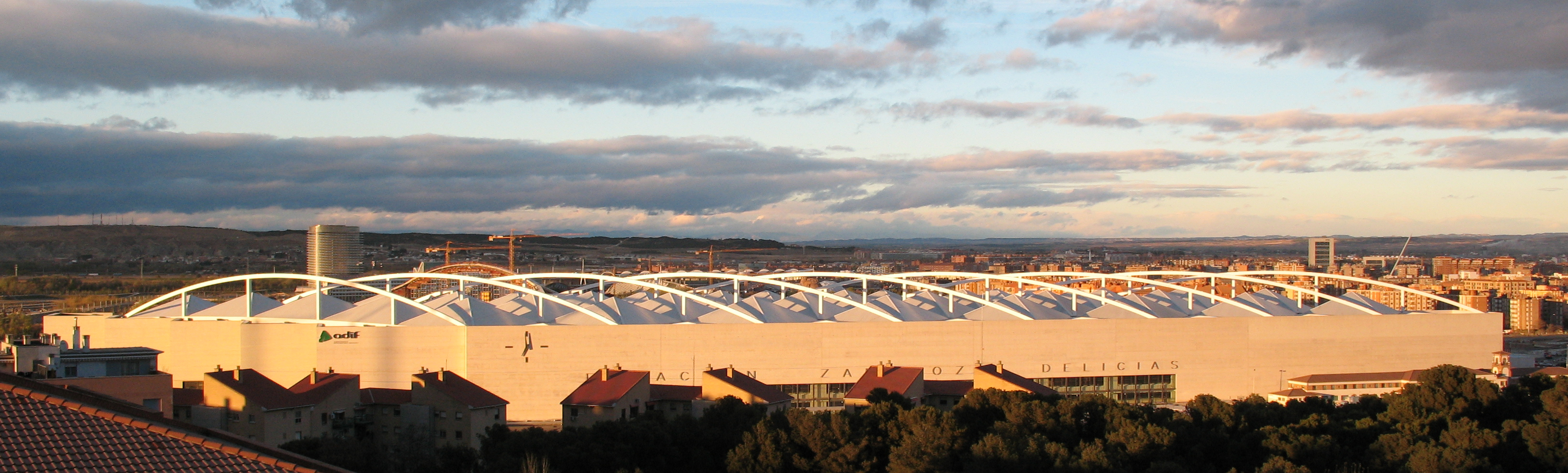
Panorámica de la estación de Zaragoza-Delicias.

## Conexiones

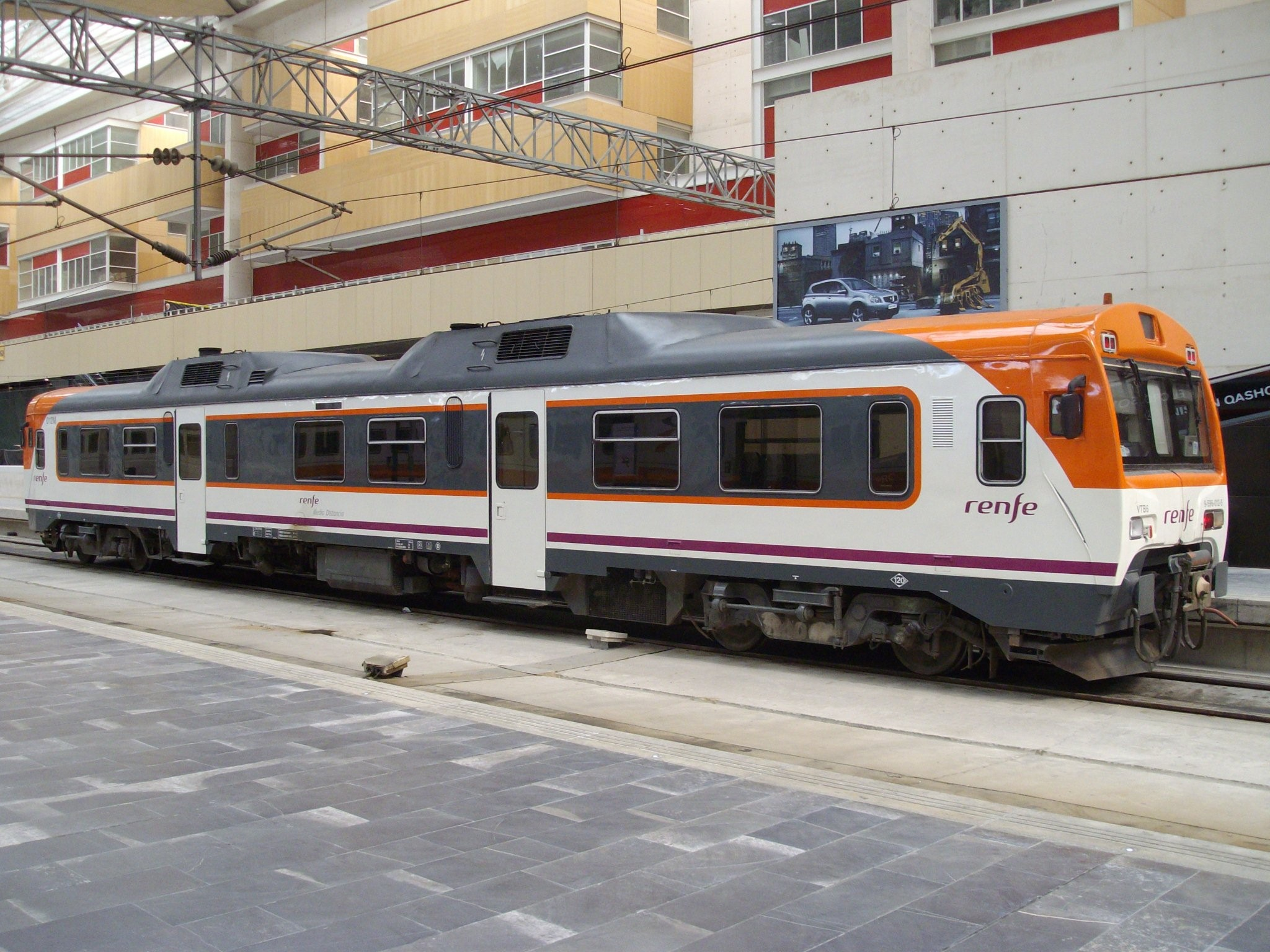
Un automotor de la serie 596 llegado de Canfranc realizando un servicio regional.

### Autobús Urbano
- 34 (Estación Delicias - Cementerio / Parque de Atracciones)
- 51 (Estación Delicias - Pabellón Príncipe Felipe)
- Ci1 (Circular)
- Ci2 (Circular)
- Ci3 (Circular)
- Ci4 (Circular)

### Autobús Interurbano
- Línea 505 de CTAZ (Puerta del Carmen - Estación Delicias - Aeropuerto (Línea a Demanda)

### Autobús Turístico
El autobús turístico cuenta con una parada en la estación. Su terminal se encuentra en la Calle Don Jaime I junto a la Plaza la Seo.

### Taxi
Existen tres paradas de taxi en la estación: En la puerta de llegadas, en la puerta de salidas y en la puerta de la Estación Central de Autobuses.